# Grand Prix de Ouest-France 2012
Il Grand Prix de Ouest-France 2012, settantaseiesima edizione della corsa e valido come ventitreesima prova dell'UCI World Tour 2012, si svolse il 26 agosto 2012 su un percorso di 243 km. Fu vinto dal norvegese Edvald Boasson Hagen, giunto al traguardo con il tempo di 5h55'28" alla media di 41,01 km/h.
Al traguardo giunsero 136 ciclisti.

## Squadre e corridori partecipanti
| N.      | Cod. | Squadra                |
| ------- | ---- | ---------------------- |
| 1-8     | LAM  | Lampre-ISD             |
| 11-18   | OGE  | Orica-GreenEDGE        |
| 21-28   | EUC  | Team Europcar          |
| 31-38   | FDJ  | FDJ-BigMat             |
| 41-48   | AST  | Astana Pro Team        |
| 51-58   | ALM  | AG2R La Mondiale       |
| 61-68   | MOV  | Movistar Team          |
| 71-77   | OPQ  | Omega Pharma-Quickstep |
| 81-88   | BMC  | BMC Racing Team        |
| 91-98   | KAT  | Katusha Team           |
| 101-108 | EUS  | Euskaltel-Euskadi      |
| 111-118 | RAB  | Rabobank Cycling Team  |

| N.      | Cod. | Squadra                     |
| ------- | ---- | --------------------------- |
| 121-128 | SKY  | Sky Procycling              |
| 131-138 | RNT  | RadioShack-Nissan           |
| 141-148 | LIQ  | Liquigas-Cannondale         |
| 151-158 | LTB  | Lotto-Belisol Team          |
| 161-168 | VCD  | Vacansoleil-DCM             |
| 171-178 | GRS  | Garmin-Sharp                |
| 181-188 | STB  | Saxo Bank                   |
| 191-198 | BSC  | Bretagne-Schuller           |
| 201-208 | COF  | Cofidis, le Crédit en Ligne |
| 211-218 | SAU  | Saur-Sojasun                |
| 221-228 | ARG  | Argos-Shimano               |

## Ordine d'arrivo (Top 10)
| Pos. | Corridore             | Squadra        | Tempo    |
| ---- | --------------------- | -------------- | -------- |
| 1    | Edvald Boasson Hagen  | Sky Procycling | 5h55'28" |
| 2    | Rui A. Faria da Costa | Movistar Team  | a 5"     |
| 3    | Heinrich Haussler     | Garmin-Sharp   | s.t.     |
| 4    | Matthew Goss          | Orica-GreenE.  | s.t.     |
| 5    | Jürgen Roelandts      | Lotto-Belisol  | s.t.     |
| 6    | Marco Marcato         | Vacansoleil    | s.t.     |
| 7    | Giacomo Nizzolo       | RadioShack     | s.t.     |
| 8    | Borut Božič           | Astana         | s.t.     |
| 9    | Samuel Dumoulin       | Cofidis        | s.t.     |
| 10   | Luca Paolini          | Katusha        | s.t.     |